# 免入息審查貸款計劃
擴展的免入息審查貸款計劃（英語：Extended Non-Means-Tested Loan Scheme，簡稱ENLS）是香港政府為正在就讀大專或以上課程學生提供貸款的計劃，此計劃由學生資助辦事處處理。

## 申請資格
1. 符合申請資助專上課程學生資助計劃資格的學生
2. 符合申請專上學生資助計劃資格的學生
3. 正就讀指定課程[https://web.archive.org/web/20081013233015/http://www.sfaa.gov.hk/cgi-bin/sfaa/course.pl?lang=chi%5D%EF%BC%8C%E8%80%8C%E4%B8%8D%E7%AC%A6%E5%90%88%E4%BB%A5%E4%B8%8A%E5%85%A9%E5%80%8B%E8%B3%87%E6%A0%BC%E7%9A%84%E5%AD%B8%E7%94%9F

## 資助模式
申請者無需通過入息審查，並會獲批一筆不多於學費總額貸款。
該筆貸款利率會按市場利率制定，息率通常會較TSFS或FASP的為高，並由貸款獲批一刻開始計算利息。而申請人申請時需要繳交一筆由180-260港元不等的申請費，及由申請貸款至完全還款前，需要每一年繳交若干行政費。

## 外部連結
- 擴展的免入息審查貸款計劃 ENLS （页面存档备份，存于）